# Exotic Creatures of the Deep
Exotic Creatures of the Deep è il ventunesimo album in studio del gruppo musicale statunitense Sparks, pubblicato nel 2008.

## Tracce
1. Intro – 1:02
2. Good Morning – 3:53
3. Strange Animal – 5:45
4. I Can't Believe That You Would Fall for All the Crap in this Song – 3:54
5. Let the Monkey Drive – 4:09
6. Intro Reprise – 0:24
7. I've Never Been High – 4:31
8. (She Got Me) Pregnant – 4:13
9. Lighten Up, Morrissey – 4:14
10. This is the Renaissance – 3:45
11. The Director Never Yelled 'Cut' – 3:54
12. Photoshop – 4:01
13. Likeable – 6:13